# امیر حسن عابدی
امیر حسن عابدی (۱۹۲۱ - ۲۰۱۱) ایران‌شناس هندی بود. او برای تصحیح منتخب اللطایف برگزیده‌ی اولین دوره‌ی جشنواره بین‌المللی فارابی شد.

## زندگی
امیر حسن عابدی فرزند سیّد شبّیر حسن عابدی، استاد ممتاز دانشگاه دهلی، ادیب، نویسنده و مترجم، از چهره‌های فرهیخته و صاحب نام جامعه فرهنگی و ادبی هند، در اوّل ماه ژوئیه ۱۹۲۱ میلادی در شهر غازی‌پور ایالت اتّراپرادش متولّد شد و در چهارشنبه ۱۴/۲/۹۰ در سن ۹۰ سالگی در دهلی نو دعوت حق را لبیک گفت. تعلیمات ابتدایی و دبیرستانی را به ترتیب در شهر لکهنو و شهر بنارس (واراناسی) طی نمود او سپس وارد دانشکده سن‌ژان آگرا شد و دانشنامة فوق لیسانس خود را با درجة اوّل و احراز مقام اوّل، از دانشگاه آگره دریافت کرد و سپس از همان دانشگاه به دریافت دانشنامة دکتری فارسی نایل آمد.
امیر حسن عابدی در سال ۱۹۵۵ میلادی (۱۳۳۴ ه‍.ش) با استفاده از بورس دانشگاه تهران به ایران رفت و پس از گذراندن دورة دکتری زبان و ادبیّات فارسی و پایان‌نامة دکتری به دریافت دانشنامة دکتری زبان و ادبیّات فارسی از دانشگاه تهران نایل آمد.
در سال ۱۹۴۵ میلادی (۱۳۲۴ ه‍.ش) در دانشکدة سن استفن دانشگاه دهلی در رشتة زبان فارسی و اردو مشغول به تدریس گردید. در سال ۱۹۵۸ میلادی (۱۳۳۷ ه‍.ش) مجلّة آهنگ به زبان فارسی در دهلی منتشر شد و نظارت بر این مجلّة به ایشان واگذار شد. در همین سال دکتر عابدی فعّالیت ادبی خود را توسعه داد و به دعوت دانشگاه کابل به افغانستان رفت و ضمن بازدید از کتابخانه‌های افغانستان، مطالبی دربارة تاریخ ادبیّات فارسی در هند از نسخ خطّی جمع‌آوری کرد. در سال ۱۹۶۹ میلادی (۱۳۴۸ ه‍.ش) کرسی استاد زبان و ادبیّات فارسی در دانشگاه دهلی دایر گردید و در پی آن دکتر عابدی با ارتقا به مقام پروفسور برای سمت مزبور و ریاست شعبه فارسی و عربی دانشگاه دهلی برگزیده شد. در ماة ژوئن ۱۹۶۹ میلادی (۱۳۴۸ ه‍.ش) پروفسور عابدی به دعوت وزارت فرهنگ و هنر ایران برای بازدید از ایران به تهران رفت و در این سفر بنیاد فرهنگ ایران چند جلد کتاب را که ایشان نگاشته بودند، برای انتشار پذیرفت. در ماة اکتبر ۱۹۷۱ میلادی (۱۳۵۰ ه‍.ش) پروفسور عابدی مجدّداً به ایران دعوت شد و در کنگرة جهانی ایران‌شناسی که در شیراز برپا شده بود شرکت کرد.
در سال ۱۹۷۴ میلادی، پروفسور عابدی به دعوت دولت ترکیه از آن کشور بازدید به عمل آورد و از این فرصت استفاده نموده، مطالبی دربارة تاریخ ادبیّات فارسی در هند، از نسخه‌های خطّی موجود در کتابخانه و موزه‌های مختلف آن کشور جمع‌آوری کرد. در این سفر ایشان در دانشگاه آنکارا سخنرانی ایراد کرد.
در سال ۱۹۷۵ میلادی (۱۳۵۴ ه‍.ش)، پروفسور عابدی به نمایندگی هند، در سمینار امیر خسرو دهلوی، شاعر و نویسندة معروف فارسی در هند در سلسلة سخنرانی‌های سالانه در یادبود خدابخش (بانی کتابخانة معروف خدابخش) در شهر پتنا (هند)، سخنرانی مبسوطی ایراد نمود و خدمات بیش بهای آن مرحوم را برشمرد.
پروفسور عابدی در کنفرانس سبک‌های ادبی در آسیای مرکزی، که در تهران برپا شده بود، به دعوت کمیسیون ملّی ایران در یونسکو، در نخستین جشنوارة طوس و جشن یادبود دقیقی که در دانشگاه فردوسی در مشهد برگزار شده بود، شرکت کرد.
در سال ۱۹۷۶ میلادی (۱۳۵۵ ه‍.ش) پروفسور عابدی به ریاست سمینار بین‌المللی امیر خسرو دهلوی که در دهلی‌نو برگزار شد برگزیده شد.
پروفسور عابدی خدمات بیش بهای ادبی دیگری را نیز در سمتهای دیگر انجام داد؛ از جمله رئیس کمیته مطالعات فارسی و عربی در سازمان مرکزی تعلیمات دبیرستانی دهلی، عضو هیئت مشورتی مؤسّسة مطالعات و تحقیقات فارسی در سطح فوق لیسانس ایالت بهار (هند)، عضو هیئت مطالعات فارسی در دانشگاه هندوی بنارس و دانشگاه پتنا و دانشگاه گجرات و دانشگاه بهوپال و دانشگاه عثمانیه حیدرآباد و دانشگاه پنجابی و دانشگاه جامعة ملّیّة اسلامیّه (دهلی‌نو) و عضو کمیتة خرید آثار هنری و ادبی موزة ملّی هند (دهلی‌نو).
علاوه بر خدمات ادبی یادشده پروفسور عابدی کتب متعدّدی را منتشر ساخته‌است. تعداد سخنرانی و مقالاتی که پروفسور عابدی ایراد کرده و به چاپ رسانده، از ۲۵۷ تجاوز می‌کند و بیشتر آنها در مجلات و نشریات معتبر و یادبودنامه‌ها و یادواره‌ها در هند و کشورهای دیگر انتشار یافته‌اند. دانشگاه دهلی نیز سه جلد کتاب پروفسور عابدی را تحت برنامة کمیسیون کمک به دانشگاه‌ها که سازمان تام‌الاختیار دولت هند است، برای انتشار پیشنهاد و به چاپ رسانده‌است.
در ۱۵ اوت ۱۹۷۲ میلادی (۱۳۵۱ ه‍.ش) که سالگرد روز آزادی هند است، رئیس‌جمهور هند به پاس خدمات پروفسور عابدی به زبان فارسی و ادبیّات فارسی در هند، تقدیرنامه‌ای به ایشان اعطا کرد. در سال ۱۹۷۵ میلادی (۱۳۵۴ ه‍.ش) حکومت ملّی دهلی نیز به خاطر تقدیر از خدمات بیش بهای پروفسور عابدی به مطالعات ایران‌شناسی و ادبیّات در هند جایزة ساهتّیه کلا پریشاد را به ایشان اعطا نمود. دانشگاه دهلی نیز به خاطر تجلیل از این استاد برجسته عنوان استاد (پروفسور) ممتاز را پس از بازنشستگی به ایشان داد. همچنین ایشان از طرف غالب انستیتوت و انجمن مفاخر فرهنگی تهران هم تقدیر گردیده‌است.

## آثار
مهمترین تألیفات استاد عابدی عبارتند از:
1. نمایشنامة ویکرم اوروشی، ترجمه از سانسکریت به زبان فارسی، دهلی‌نو، ۱۹۵۹ م.
2. تصحیح متن نمایشنامة گلزار حال (طلوع قمر معرفت)، علیگره، ۱۹۶۱ م.
3. تصحیح متن مثنویات فانی کشمیری، سرینگر، ۱۹۶۴ م.
4. تصحیح متن یوگا واسیشتا (کتاب فلسفی هندویی)، ترجمه از سانسکریت به فارسی، علیگره، ۱۹۶۸ م.
5. تصحیح متن مثنوی سوز و گداز (سروده نوعی خبوشانی)، چاپ بنیاد فرهنگ، تهران، ۱۹۷۰ م.
6. تصحیح متن منتخب اللطائف، چاپ بنیاد فرهنگ، تهران، ۱۹۷۱ م. پ
7. تصحیح متن مثنوی پدماوت (داستان عرفانی هندی)، چاپ بنیاد فرهنگ، تهران، ۱۹۷۲ م.
8. تصحیح متن کتاب تاریخ سلاطین صفویه، چاپ بنیاد فرهنگ، تهران، ۱۹۷۳ م.
9. تصحیح متن کتاب پنچاکیانه، ترجمه از سانسکریت به فارسی، علیگره، ۱۹۷۳ م.
10. ضمیمة تغلق‌نامه، انجمن هند و ایران، دهلی، ۱۹۷۵ م. ۱۱. احوال و آثار ابوطالب کلیم کاشانی، دهلی، ۱۹۸۳ م.
11. ادبیات فارسی هند (مجموعة مقالات تحقیقی به زبان اردو)، دهلی، ۱۹۸۴ م.
12. مثنوی عصمت‌نامه یا داستان مینا و لورک، چاپ مرکز تحقیقات زبان فارسی در هند، ۱۹۸۵ م.
13. تصحیح دریای اسمار (ترجمة کَتَاسَرِتْ سَاگَرْ ـ بحرالاسمار) با همکاری دکتر تارا چند، از داستانهای سانسکریت که به فارسی ترجمه شده از مصطفی خالق‌داد عبّاسی، چاپ دانشگاه اسلامی علیگره با همکاری مرکز تحقیقات فارسی رایزنی فرهنگی جمهوری اسلامی ایران، دهلی‌نو، بهمن‌ماة ۱۳۷۵ ه‍.ش /فوریه ۱۹۹۷ م. ۱۵. مقاله مهم «بحثی پیرامون هنر موسیقی و موسیقی نوازی جایگاه موسیقی آریایی در ادبیات فارسی دری هندوستان»[۲]